# FEV
FEV (англ. FEV, ETS transcription factor) – білок, який кодується однойменним геном, розташованим у людей на 2-й хромосомі. Довжина поліпептидного ланцюга білка становить 238 амінокислот, а молекулярна маса — 25 030.
| 10         |  | 20         |  | 30         |  | 40         |  | 50         |
| ---------- |  | ---------- |  | ---------- |  | ---------- |  | ---------- |
| MRQSGASQPL |  | LINMYLPDPV |  | GDGLFKDGKN |  | PSWGPLSPAV |  | QKGSGQIQLW |
| QFLLELLADR |  | ANAGCIAWEG |  | GHGEFKLTDP |  | DEVARRWGER |  | KSKPNMNYDK |
| LSRALRYYYD |  | KNIMSKVHGK |  | RYAYRFDFQG |  | LAQACQPPPA |  | HAHAAAAAAA |
| AAAAAQDGAL |  | YKLPAGLAPL |  | PFPGLSKLNL |  | MAASAGVAPA |  | GFSYWPGPGP |
| AATAAAATAA |  | LYPSPSLQPP |  | PGPFGAVAAA |  | SHLGGHYH   |  |            |

A: Аланін

C: Цистеїн

D: Аспарагінова кислота

E: Глутамінова кислота

F: Фенілаланін

G: Гліцин

H: Гістидин

I: Ізолейцин

K: Лізин

L: Лейцин

M: Метіонін

N: Аспарагін

P: Пролін

Q: Глутамін

R: Аргінін

S: Серин

T: Треонін

V: Валін

W: Триптофан

Кодований геном білок за функцією належить до білків розвитку. 
Задіяний у таких біологічних процесах, як транскрипція, регуляція транскрипції, диференціація клітин, нейрогенез. 
Білок має сайт для зв'язування з ДНК. 
Локалізований у ядрі.